# 饭山隧道

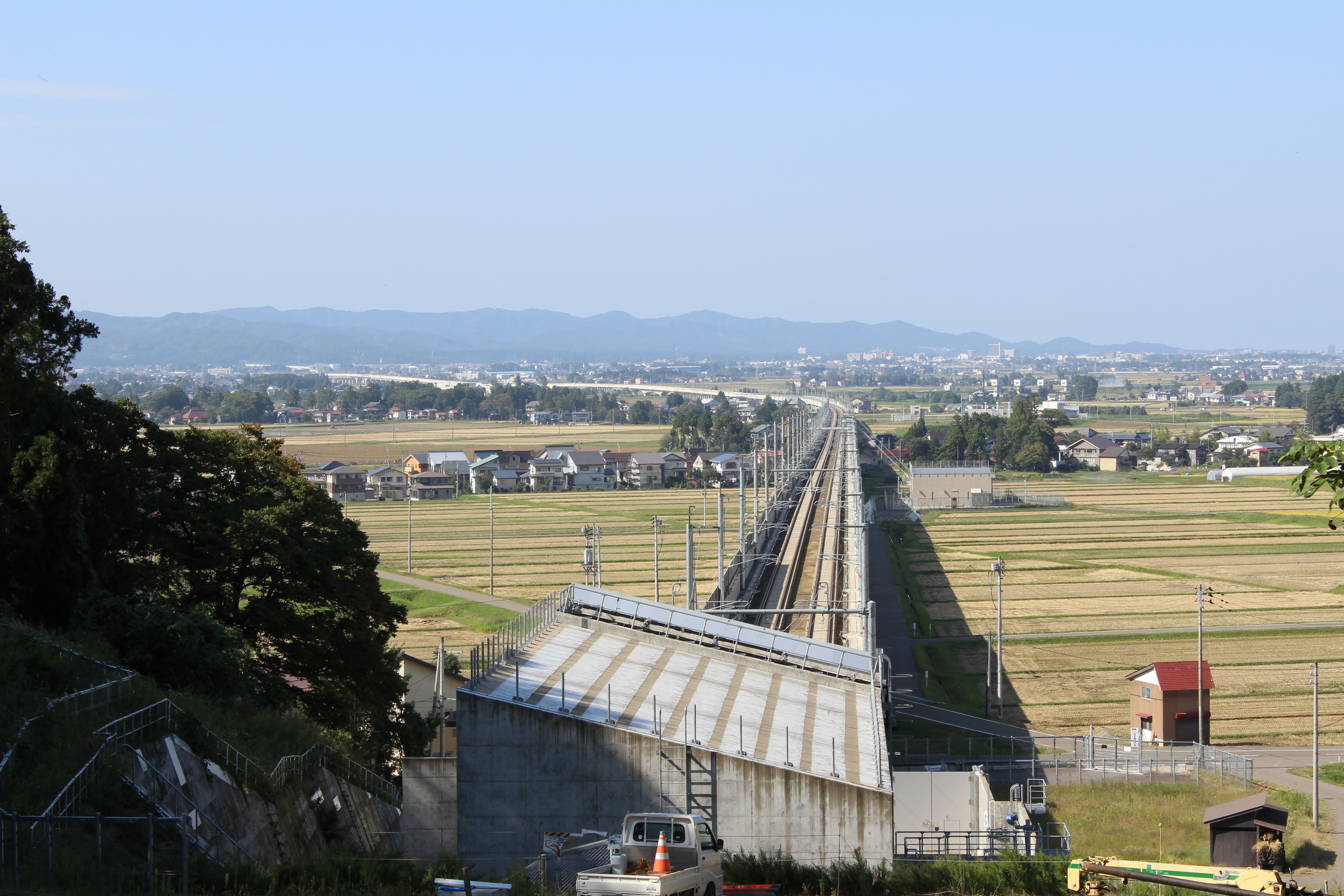
从上越侧出口眺望高田平原

饭山隧道是位于北陆新干线饭山站-上越妙高站之间，全长22.251公里的铁路隧道。是北陆新干线已开业区间高崎-金泽间最长的隧道。在日本铁路山岳隧道中，仅次于东北新干线的八甲田隧道、岩手一户隧道，排名第3长。

## 摘要
长野县-新潟县边境由于存在多层褶皱构造、膨胀性泥岩等复杂的地质构造、地质条件，在动工前工程难度较大。随着工程的推进，设想变得现实起来，如地山的膨胀、甲烷气体產生等等。关于前者，预计变位量，采用支撑工双层等特殊工法，关于后者，采取了放气用的钻孔施工，增加送风量等对策。新潟县内过去挖掘的锅立山隧道的土木技术经验发挥了作用。另外，在一部分工区挖掘向斜构造（凹型褶曲构造）时，还出现了渗出原油等新潟县地质特征的现象。大成建设在本隧道的施工过程中，因“确立了具有超膨胀性和高压含水层的适合特殊地山的隧道施工技术”而获得2008年土木学会技术奖。

### 施工区
工程分为6个区域施工。各工区各设有1处斜井。
| 工区名   | 长度            | 斜井名           | 施工单位                                         |
| -------- | --------------- | ---------------- | ------------------------------------------------ |
| 上仓工区 | (3,820m→3,066m) | 上仓斜井         | 铁建建设 · 临海日产建设 · 守谷商会 · 长野建设 JV |
|          | (3,800m→4,554m) | 富仓斜井(长760m) | 熊谷组 · 日本国土开发 · 大本组 JV                |
|          | 3,345m          |                  | 鸿池组、加贺田组、丸山工务所 jv                  |
|          | 3,800m          |                  | 西松建设、东亚建设工业、植木组、中元组 jv        |
|          |                 |                  | 大成建设 · 钱高组 · 第一建设工业 · 松本土建 jv   |
|          |                 |                  | 大林组 · 大丰建设 · 松村组 · 田中产业 JV         |

- 上仓工区(3,820m→3,066m)-铁建建设 · 临海日产建设 · 守谷商会 · 长野建设 JV
  - 上仓斜井
- 富仓工区(3,800m→4,554m)-熊谷组 · 日本国土开发 · 大本组 jv
  - 富仓斜井(760m)
- 新井工区(3,345m)-鸿池组、加贺田组、丸山工务所 jv
  - 新井斜井
- 东菅沼工区(3,800m)-西松建设、东亚建设工业、植木组、中元组 jv
  - 东坡斜井
- 木成工区(3,800m)-大成建设 · 钱高组 · 第一建设工业 · 松本土建 jv
  - 木成斜井
- 板仓工区(3,660m)-大林组 · 大丰建设 · 松村组 · 田中产业 jv
  - 板仓斜井

### 坍塌事故
2003年9月11日，上仓工区发生大规模塌方，土砂流入坑内，直上方的地表面塌陷。第一次崩塌发生在凌晨3点5分，之后到晚間22点为止，共发生了4次崩塌。崩落地点是距离起点侧坑口3,067米的切羽天端，重型机械等被流入的土砂冲走约500米。地表部分直径190米，深30米，容积30,000m³的土地陷落。

## 历史
- 1998
  - 3月28日-长野市-上越市间的北陆新干线延伸部动工仪式。饭山隧道的测量、设计工作开始着手进行。
  - 8月5日-饭山隧道工程安全祈愿祭举行
- 1999
  - 6月28日-上仓工区安全祈愿祭
  - 7月26日-富仓工区斜路的挖掘完成，本坑的挖掘开始
- 2000年 -6个工区中的第一个工区开工建设
- 2003年9月11日-挖掘中的隧道塌陷，上部的森林发生塌陷事故。轻重伤者3名。
- 2007年
  - 9月26日-举行上仓工区 · 富仓工区贯通仪式
  - 12月3日: 全线贯通。
- 2008年2月6日-隧道贯通仪式
- 2015年
  - 3月14日-开始使用
  - 11月3日: 隧道内的灭火器保管箱门脱落并与通过的列车接触，因检查造成上下线约10分钟延迟。[5]

## 参阅
- 隧道一览
- 日本隧道列表